# Quintanilla del Coco
Quintanilla del Coco est une commune d'Espagne dans la communauté autonome de Castille-et-León, province de Burgos. Elle s'étend sur 20,15 km² et comptait environ 77 habitants en 2011.